# Viktor Kanevskiy
Viktor Izrailevich Kanevskiy ou Viktor Izrael'ovych Kanevs'kyi - respectivamente, em russo, Виктор Израилевич Каневский e, em ucraniano, Віктор Ізраїльович Каневський (Kiev, 3 de outubro de 1936 – Bristol, 25 de novembro de 2018) - foi um futebolista e treinador de futebol ucraniano.

## Carreira
Foi um dos grandes nomes do Dínamo de Kiev antes da fase de ouro do clube no cenário soviético (que se deu nos anos 70 e 80). Kanevs'kyi iniciou em 1953 a carreira no clube e nele ficaria nos doze anos seguintes, participando da conquista do primeiro campeonato soviético do clube, em 1961.
Marcou oitenta e cinco gols pelo Dínamo (80 pelo Campeonato Soviético e 5 pela Copa), tendo sido seu maior artilheiro até 1977, quando foi ultrapassado por Oleh Blokhin. É atualmente o quinto maior, atrás também de Serhiy Rebrov, Maksim Shatskikh e Andriy Shevchenko. Kanevs'kyi deixou o clube em 1965, indo para o Chornomorets Odessa, onde parou de jogar no ano seguinte.

## Seleção
Pela Seleção Soviética, jogou apenas cinco partidas, entre 1958 e 1962, duas delas na Copa do Mundo de 1962 e não marcou gols. Era judeu, curiosamente, assim como um colega, Eduard Dubyns'kyi (também ucraniano), com que foi ao mundial de 1962. Seu nome em hebraico seria ויקטור יִשְׂרָאֵלביץ קנייבסקי.

## Treinador
Foi técnico nos anos 70. Quando convidado para treinar a Seleção Argelina, não teve permissão do governo soviético para deixar a URSS, o mesmo ocorrendo quando pediu para emigrar para Israel. Conseguiu deixar o país em 1988, estabelecendo-se em Nova Iorque, no Brooklyn, onde abriu escolinha de futebol.

## Morte
Kanevs'kyi faleceu em Bristol, no estado de Connecticut, aos 82 anos.